# Thüste
Thüste ist ein Ortsteil des Fleckens Salzhemmendorf im Landkreis Hameln-Pyrmont, Niedersachsen.

## Geographie
Thüste liegt im äußersten Ostteil vom Naturpark Weserbergland Schaumburg-Hameln in der zum Weser-Leinebergland gerechneten Ith-Hils-Mulde, die 36 km lang und 7 km breit ist und dem Ort sein Gepräge gab. Die den Ort einrahmenden Höhenzüge Ith, Thüster Berg und Duinger Berg sind Jurakämme.
Der Ith (max. 439 m ü. NN) hat nur zwei Pässe, Capellenhagen und Lauenstein, und zwischen Thüster Berg und Duinger Wald liegt der Pass von Marienhagen (326 m ü. NN). Buntsandstein, Muschelkalk und Keuper sind die Gesteine, aus denen die Gegend besteht. Die Gebirgszüge bestehen aus Malm, besonders dessen festester Stufe, dem Korallenoolith.
Die Braunkohlen stammen aus der Tertiärformation jüngeren Datums (30.000 Jahre). Auf ihnen liegen eiszeitliche Schichten mit Gesteinstrümmern der Grundmoräne, Mergelsande, Bändertone und sandige Torfe. Darüber liegt die jüngste, noch in der Bildung begriffene Erdschicht, das Alluvium. Oft treten Verwerfungen auf, die durch Gletschereinbrüche und Erdbewegungen entstanden sind und die Reihenfolge der Schichten auf den Kopf gestellt haben. Die Braunkohlen entstanden vor 300.000 Jahren, in einer Zeit, wo zwischen den Eiszeiten eine sehr warme, tropische Zeit Deutschland beherrschte. Das Material zur Bildung der Braunkohle haben die aus Koniferen, Palmen und Laubhölzern bestehenden Urwälder geliefert, die durch den von den Gletschern mitgeführten Sand und Ton luftdicht abgeschlossen wurden. Dadurch und durch den gewaltigen Druck verkohlten die Pflanzen langsam. Die Landschaft ist auch heute noch in ständiger Umformung begriffen. An durchlässigen Gesteinen, tonigen Abhängen sind häufig Bodenrutschungen zu beobachten, meist Rasenstauchungen (Thüster Berg). Auch an den Klippen gehen die Abtragungen weiter. Dadurch sind die grotesken Formen entstanden, die weit über den Hang vorspringen. In der Eifel, bei dem heutigen Maria Laach gab es einen Vulkan, der während der Eiszeit noch Asche warf, die jetzt noch in dem gelbbraunen Tuff festzustellen ist.

## Geschichte
Das Wort „Der“ oder „Ter“ wird nicht selten durch Wegwerfung des Schluss-„r“ in „te“ verkürzt. Ein ähnlicher Vorgang, wie er auch bei „berg“ und „beck“ vorkommt, bei denen in „ber“, „bere“ bezw. in „be“ oder „pe“ gekürzt wird. So ist auch bei Thüste die Silbe „te“ aus „Ter“ gekürzt; sie bildet das Grundwort des Ortsnamens, „Ter“ – Wald. Das Beiwort „thüs“ wird zurückgeführt auf Tuisto, der bei Tacitus als einer der Stammväter der Germanen überliefert ist.
Am 1. November 1022 wurde Thüste zum ersten Mal in einer Bernhardinischen Stiftungsurkunde des Klosters St. Michael in Hildesheim erwähnt. Schon vor dieser Zeit muss Thüste in der damaligen Form bestanden haben, denn der Name soll zurückgehen auf den germanischen Gott Tuisto, dem auf der Ebnisse bei der alten Sohleiche ein Heiligtum gewidmet war. Als Ersatz für die Sohleiche, die nach Jahrhunderten eingegangen war, hat im Jahre 1932 Conrad Möhle eine neue Eiche gepflanzt. Die Wälder gingen damals bis an das Dorf heran und wurden erst im Laufe der Zeit gerodet und das Land urbar gemacht. Über die ersten 500 Jahre kann nicht viel gesagt werden, da aus dieser Zeit nur wenige Aufzeichnungen vorhanden sind. Damals gehörte Thüste zu Hemmendorf, später dann zu Lauenstein, wo die Spiegelberger und Homburger regierten. Nach dort mussten die Abgaben von den ansässigen Bauern geleistet werden. Mehrere Fürsten und Könige haben das Land des Öfteren aufgeteilt, und so ist Thüste zum Schluss bei Hannover gelandet. Außer Abgaben waren auch noch so genannte Frondienste zu leisten, wie zum Beispiel das sauberhalten von Wegen (was sich bis zum heutigen Tage nicht geändert hat).
Etwa 300 m ostsüdöstlich von Thüste bestand bis zu Beginn des 20. Jahrhunderts eine Burganlage, die dann mitsamt dem Bergsporn, auf dem sie stand, einem Steinbruch zu Opfer fiel. Nach den damaligen Angaben hatte sie die Form einer Wall-Graben-Anlage von 75–80 m Durchmesser. Aus dem 19. Jahrhundert sind Angaben über vermörtelte Mauern und Kellern überliefert. Historische Quellen, die Informationen über Entstehungszeitpunkt und Erbauer geben könnten, sind nicht bekannt.
Thüste muss in grauer Vorzeit aus zwei Teilen bestanden haben: dem oberen Teil mit der Mühle (später Fischer) und den Häusern auf der Zinne, dem unteren Teil von heute Röpke bis Randolf-Marahrens (Lessat) und einigen Häusern im Gänsebrunnen bis Seebaums Mühle. An den Hausnummern war es zu erkennen: Bis Nr. 55 waren es alte Häuser, alle anderen sind späteren Datums. Jeder Ortsteil hatte damals schon eine Schäferei.
Schon im Jahre 1585 mussten Männer Wehrdienst tun. In Thüste waren es zehn Ackerleute, die mit „Rohr“ (Gewehr) erscheinen mussten, dazu vier Halbspänner mit zwei Rohren und zwei Feldspießen, 15 Kötner mit fünf Rohren, zwei Knebelspießen und acht Feldspießen. Sieben Häuslinge brauchten wegen ihres Alters nichts mitzubringen. Namen wie Meyerarndt, Grote, Stichnothen, Vespermann, Steinborn, Hagen und Schäfer waren damals nicht selten.
Thüste wurde auch zur Zeit des Dreißigjährigen Krieges von 1618 bis 1648 in Mitleidenschaft gezogen. Pest und Brände brachten die Bewohner in arge Bedrängnis, denn es gab weder Ärzte noch Feuerwehren. Vor 400 Jahren wohnten in Thüste nur Bauern und Arbeitsleute, die auf den Höfen dienten. Die Bauern wählten einen Vorsteher, damals hieß es, sie kürten auf einer so genannten Körfeier einen Bauermeister. Abgestimmt wurde nach der Größe des Hofes; auf jeden Morgen kam eine Stimme. Bekannte Namen, die noch nachweisbar sind, waren Conrad Flentje, Conrad Brüggemann und Friedrich Schmedt.
Thüste gehörte zeitweise zum Königreich Westphalen, wo Napoleons Bruder Jerome König war. In der Zeit hatte Thüste einen Maire namens Kirchhoff, der eine Personal-Steuerrolle aufstellten musste für die Commune Thüste, Canton Hemmendorf, Distrikt Rinteln und Departement der Leine. Diese ist im Original erhalten.
Im Jahre 1919 wurde die erste Gemeindeverwaltung gewählt, und Friedrich Schmedt blieb dann auch Bürgermeister.
Im Jahre 1930 wurde in der Gastwirtschaft Sonnemeyer eine Posthilfsstelle eingerichtet, die 1932 in eine Poststelle II umgewandelt wurde. Die von Elze kommenden Postautos beförderten auch Personen. Am 15. Februar 1945 siedelte die Post dann in das Haus Neuer Weg 57 über. Aufgrund der Verkehrs- und Umsatzsteigerung wurde die Stelle am 1. Oktober 1947 zur Poststelle I aufgewertet. Dort blieb die Poststelle auch nach der Umwandlung in die Annahme-Poststelle „Salzhemmendorf 7“ am 1. März 1978 als Folge der Zentralisierung des Eingangs- und Zustelldienstes beim Postamt Salzhemmendorf 1. Am 28. Februar 1990 siedelte die Post in die durch Umbau des Hauses der Familie Erich Möhle neu geschaffenen modernen und kundendienstfreundlichen Räume. Diese Poststelle schloss am 28. Juni 1997 für immer ihre Tore.

## Politik
- SPD: 6
- Grüne: 1
- CDU: 3
- FDP: 1

### Ortsrat
Thüste bildet einen gemeinsamen Ortsrat mit Wallensen und Ockensen.
Ortsbürgermeister des gemeinsamen Ortsrates ist Karl-Heinz Grießner (SPD).

### Bürgermeister von Thüste nach 1945
| Name                         | Partei | Beginn der Amtszeit | Ende der Amtszeit |
| ---------------------------- | ------ | ------------------- | ----------------- |
| August Wecke (kommissarisch) | SPD    | 25. Oktober 1945    | 12. Dezember 1945 |
| August Wecke                 | SPD    | 12. Dezember 1945   | September 1946    |
| Karl Stüben                  | SPD    | 24. September 1946  | Herbst 1947       |
| Albert Heuer                 | SPD    | Herbst 1947         | 14. Dezember 1948 |
| Friedrich Wulf               | DP     | 14. Dezember 1948   | 11. Dezember 1953 |
| Willi Stichnothe             | SPD    | 11. Dezember 1953   | 17. November 1956 |
| Hans Klopsch                 | CDU    | 17. November 1956   | 24. November 1958 |
| Horst Stüben                 | WG     | 06. Dezember 1958   | 31. Dezember 1972 |

### Wappen
Geteilter Schild, oben grün, unten gold im grünen Feld fünf goldene Ähren, die mittlere aufrecht und rechts und links je 2 Ähren geneigt; im goldenen Feld eine schwarze aufgerichtete Spitzhacke. (Anm.: Die Hauptsatzungen der 50er Jahre geben dem oberen Wappenschild die Farbe „Rot“.) Zur Beschlussfassung über die Einführung des Wappens hatte der Gemeindevorsteher Konrad Heuer (* 4. Januar 1867 in Thüste; † 15. März 1954 in Thüste), Steinhauer im Betrieb des Steinbruchbesitzers Christian Fischer, Thüste, die Gemeindevertreter auf den 12. September 1930 eingeladen; Heuer führte sein Amt seit dem 1. Juli 1924. Erschienen waren die Gemeindevertreter Haarstrich, Brüggemann, Marahrens, Krückeberg, Möller, Wulf, Gödeke und Röpke. Die Genehmigung zur Führung des Wappens erteilte das Preußische Staatsministerium mit Erlass vom 6. Oktober 1933.

## Kultur und Sehenswürdigkeiten

### Bauwerke

St. Jürgen-Kapelle in Thüste

- Während die Ortschaft Thüste bereits im 11. Jahrhundert im Zusammenhang mit Besitzungen Corveys und durch die Bernwardinische Stiftungsurkunde für das Kloster St. Michael zu Hildesheim vom 1. November 1022 genannt ist, sind Angaben über die Gründung der Kapelle nicht überliefert. Es ist anzunehmen, dass es im 12./13. Jahrhundert hier schon ein kleines Gotteshaus gegeben hat. Ob noch eine zweite Kapelle gebaut wurde, ist nicht bekannt. Die Einwohner von Thüste wurden mit der Reformation evangelisch. In der Saalachronik von 1744 ist das Patrozinium St. Jürgen genannt. Die Kapelle gehörte zum Archidiakonat Wallensen. Größenangaben aus den Jahren 1671–1734 liegen vor. Im Jahre 1707 wurde die Kapelle renoviert, war aber bald wieder baufällig und wurde 1752 abgerissen. Ein Jahr später, 1753, war der Neubau fertig. 1792 bekam die Kapelle eine Kanzel eingebaut. 1848 und 1849 erneuerte man die Fensterverglasungen. Eine neue Glocke gab es 1912/1913. Sie wurde 1963 durch einen Neuguss von Friedrich Wilhelm Schilling ersetzt und mit der Inschrift „KV Schwabe, Pastor, Hienzsch, Marhenke, Fr. Müller, Schmedt“ – „Christus ist unser Friede“ versehen. Ein neuer Vorbau, der als Leichenhalle benutzt werden sollte, wurde 1951 angebaut. Manche Thüster können sich noch erinnern, dass der alte Dachreiter 1962 abgerissen wurde. Ein neuer Dachreiter mit Kupferverkleidung und die Erneuerung des Daches ließen die kleine Kapelle in schönerem Licht erscheinen. Anschließend gab es noch ein neues Läutewerk und eine neue Turmuhr. Bis heute ist die Kapelle in der Form erhalten geblieben.

- Im Jahre 1972 baute die politische Gemeinde eine Friedhofskapelle, dadurch wurde der 1951 erstellte Anbau als Leichenhalle überflüssig und als Eingang zur Kapelle umfunktioniert. Die Eingangstür zur Straße wurde geschlossen. Davor befindet sich nun ein aus Thüster Kalkstein hergestellter, von Alfred Stichweh gestifteter, Taufstein.

- Im Jahre 1981 wurde ein Grundstück an der Langen Straße von Schaper/Brinkmann erworben und ein Gemeindezentrum und ein Wohnhaus für den Pastor gebaut. Als erster zog Pastor Rolf Sturm mit Familie ein, dem 1994 Pastor Siedersleben nachfolgte, der das Amt bis Mai 2013 innehatte. Aufgrund abnehmender Zahlen an Gemeindemitgliedern kam es in diesem Jahr zu einer Teilung der Kirchengemeinde Wallensen entlang der Landkreisgrenze, im Zuge dessen Thüste mit Wallensen an den Kirchengemeindeverband Saaletal angeschlossen wurde und die Pfarrstelle in Thüste gestrichen wurde. Am 6. Juli 2003 konnte das 250-jährige Bestehen der St.-Jürgen-Kapelle gefeiert werden. Das Pfarrhaus und das Gemeindezentrum bzw. Gemeindehaus sind mittlerweile verkauft worden und befinden sich in Privatbesitz. Bis dahin fanden dort Altennachmittage, Krabbelgruppe, Wahlen und ähnliche Veranstaltungen statt.

### Vereine
Um die Jahrhundertwende existierte in Thüste ein Kriegerverein, wovon einige Fotografien erhalten geblieben sind.
Im Jahre 1927 wurde ein Schützenverein gegründet, der heutige KKSV. Geschossen wurde in einem alten Steinbruch von Willi Schütte. Nach dem Krieg wurde der KK-Stand wieder instand gesetzt, Luftgewehr wurde im Gasthaus Sonnemeyer geschossen. In den Jahren 1964/65 baute die Familie Sonnemeyer ein Schießstand in der ehemaligen Scheune. Vorsitzende waren über viele Jahre Fritz Klingenberg und von 1988 bis 2006 August Brüggemann.
1933 gründete Pastor Ludwig Schwabe einen kirchlichen Posaunenchor. Nach etwa 50 Jahren löste sich der Posaunenchor auf, und die Bläser vereinigten sich mit dem heutigen Musikzug der Freiwilligen Feuerwehr Wallensen.
Am 23. Februar 1934 haben 42 Thüster in der Gastwirtschaft Feige eine Freiwillige Feuerwehr gegründet. Der erste Brandmeister war Fritz Stichweh sen.
Ebenfalls 1934 wurde das Deutsche Rote Kreuz gegründet. Jahrelange Vorsitzende waren Erika Wiefel, Lina Schaper und Inge Stüben. Der Frauenchor des DRK hat sich wegen mangelnden Nachwuchses mit Wallensen zusammengeschlossen. Es gab früher auch einen Fußballverein Thüste-Weenzen, der sich am 19. Mai 1949 mit dem VfL Wallensen zum WTW vereinigte. Dessen Vorsitzender ist Sven Köhne, der dass Amt vor einigen Jahren von seinem Vater Fritz übernahm.
Nach dem Kriege etablierte sich in Thüste auch der Bund der Kinderreichen unter seinem Vorsitzenden Günter Knobloch, auf dessen Initiative auch der Bau der Siedlung in Richtung Wallensen zurückgeht. Da sich im ehemaligen Gasthaus zur Linde (ehemals Tante Martha) eine Kegelbahn befand, hatten sich im Laufe der Jahre verschiedene Kegelvereine gegründet, die diesen Sport betrieben.

## Wirtschaft und Infrastruktur

### Unternehmen
Durch die Industrie, die sich im Laufe der Zeit in Thüste entwickelte, hatten viele Bürger Arbeit und Brot. Da waren zunächst vier Steinbrüche und Sägereien, die den Thüster Sandstein in alle Gegenden und zu vielen Zwecken lieferten, entweder bearbeitet oder roh.
Die ältesten Betriebe waren Gödecke-Schütte, August Gödecke (heute Stichweh), Schrader (später Röpke) und Fischer (heute Helmut Brüggemann). Die Firma Stichweh wurde im Jahr 2000 einhundert Jahre alt. 1874 wurde ein Kalkofen gebaut, der einen Gleisanschluss zur damaligen Kleinbahn Voldagsen-Duingen-Delligsen hatte. Es gab mehrere Sandgruben, die den Sand zum Bauen von Häusern, Wegen und Straßen lieferten. An der Thüster Beeke lagen drei Wassermühlen: die Obere Mühle, die Mittelmühle und die Untere Mühle, die zugleich Sägemühle war. In der Sägemühle, einer Stellmacherei und drei Tischlereien wurde Holz verarbeitet.
Schon 1920 gründeten Fritz Stichweh und Willi Feige eine Schlosserei, der Vorläufer der heutigen Maschinenfabrik Stichweh. 1999 feiert das Straßenbauunternehmen Arthur Constabel, das sich aus kleinsten Anfängen hochgearbeitet hat, seinen 100. Geburtstag. Drei Gastwirtschaften gab es früher im Ort: Gasthaus zur Linde (Tante Martha), Glenewinkel, später Walter Constabel, Sonnemeyer und vorher noch den Alten Krug im Hause Mühlengraben 1. Heute gibt es keine Gastwirtschaft mehr in Thüste. Im Laufe von 90 Jahren versorgten vier Bäcker die Bewohner. Von den ehemaligen Tante-Emma-Läden existiert heute keiner mehr. Außerdem gab es in Thüste einen Maurermeister, Schuster, Schmied, Friseur, zwei Gärtner, Maler, Schlachter, Schneider und Klempner. Im Jahre 1897 erbaute Wilhelm Meyer in Thüste eine Molkerei mit Schweinemästerei, die später sein Sohn Erich übernahm. 1938 musste die Molkerei schließen und die Bauern mussten die Milch dann nach Wallensen bringen.
Ein ganz wichtiger Wirtschaftsfaktor war die Gewerkschaft Humboldt, die die gleichnamige Braunkohlegrube betrieb. Im Jahre 1787 wurde Braunkohle entdeckt, aber erst 1843 mit dem Abbau begonnen. Obwohl damals 30 Arbeiter beschäftigt waren, wurde der Betrieb 1861 eingestellt, weil er unrentabel war. Doch schon sechs Jahre später, 1867, fing man wieder neu an. Schließlich wurden 1899 die Brikettfabrik, eine Seilbahn und ein Anschlussgleis an die Kleinbahn gebaut. Im Jahre 1901 ging die Gerechtsame der Bergbaugesellschaft an die Gewerkschaft Humboldt über. So bekam die Straße in der Siedlung, in der nur Humboldt-Beschäftigte wohnten, den Namen Humboldtstraße. Die Seilbahn wurde später durch eine Schmalspurbahn ersetzt. Die Sonne-Briketts wurden per Bahn in alle Welt verschickt, und in der schlechten Kriegs- und Nachkriegszeit wurden Briketts von den Waggons geklaut. Der Betrieb musste 1966 eingestellt werden. Damit ging eine Ära zu Ende, die für viele Menschen Existenz bedeutete und für die Gemeinden Thüste und Wallensen eine gute Steuereinnahmequelle darstellte.
1967 gelang es dem damaligen Bürgermeister Horst Stüben, die Firma OKAL für den Standort Thüste zu interessieren, nachdem der Wunsch eines Schrotthändlers, sich auf dem Gelände niederzulassen, gescheitert war. Mehrere Jahre lang wurden dann in Thüste Fertighäuser und -Keller fertiggestellt. Danach war der Küchenhersteller Habemat in Thüste ansässig. Außerdem hat sich die Firma E. & K. dort niedergelassen und produziert Sprinkler-Anlagen. Beide Firmen gingen in Konkurs. Die Produktion der Firma E. & K. wurde nach Pattensen verlagert. Im ehemaligen Werk Habemat produzierte die Firma Formadur bis zu ihrem Konkurs Küchenteile. Seit September 2007 fertigt die Firma DanForm GmbH & Co.KG Arbeitsplatten für den europäischen Markt.

### Verkehr

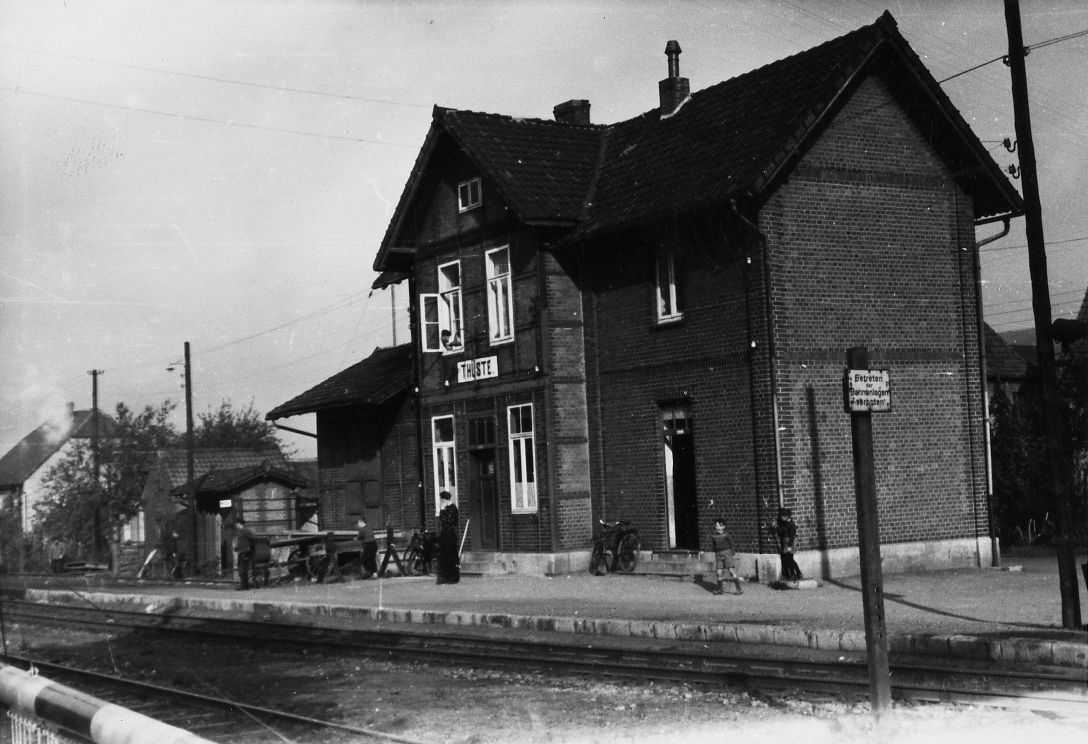
Bahnhof Thüste im Jahr 1954

Der Verkehr im Thüster Tal war sehr schwierig, obwohl die Richtung Hameln-Alfeld-Hildesheim angegeben war. Zunächst waren es nur steinige Wege, meistens im Bachbett verlaufend. Der Straßenbau begann erst sehr viel später. Um 1880 machte man sich Gedanken über eine Bahnverbindung von Voldagsen bis Alfeld, die entweder über Thüste oder Wallensen gehen sollte. Schließlich entschied man sich für Thüste. 1896 begann man endlich mit dem Bau der Kleinbahn Voldagsen-Duingen-Delligsen (VDD) von Voldagsen bis Salzhemmendorf, 1897 bis Duingen und 1901 bis Delligsen. An den jeweiligen Haltestationen entstanden dann auch die Bahnhofsgebäude mit den Wohnungen für die Bahnhofsvorsteher. Bis 1966 wurden die Menschen nun per Kleinbahn bis Voldagsen befördert zur Weiterfahrt nach Hameln, Hildesheim und Hannover. Heute nutzt nur noch ein Industriebetrieb in Salzhemmendorf die Bahn.